# Odostomia acutidens
Odostomia acutidens är en snäckart som beskrevs av Dall 1884. Odostomia acutidens ingår i släktet Odostomia och familjen Pyramidellidae. Inga underarter finns listade i Catalogue of Life.